# Postmuseum, Finland

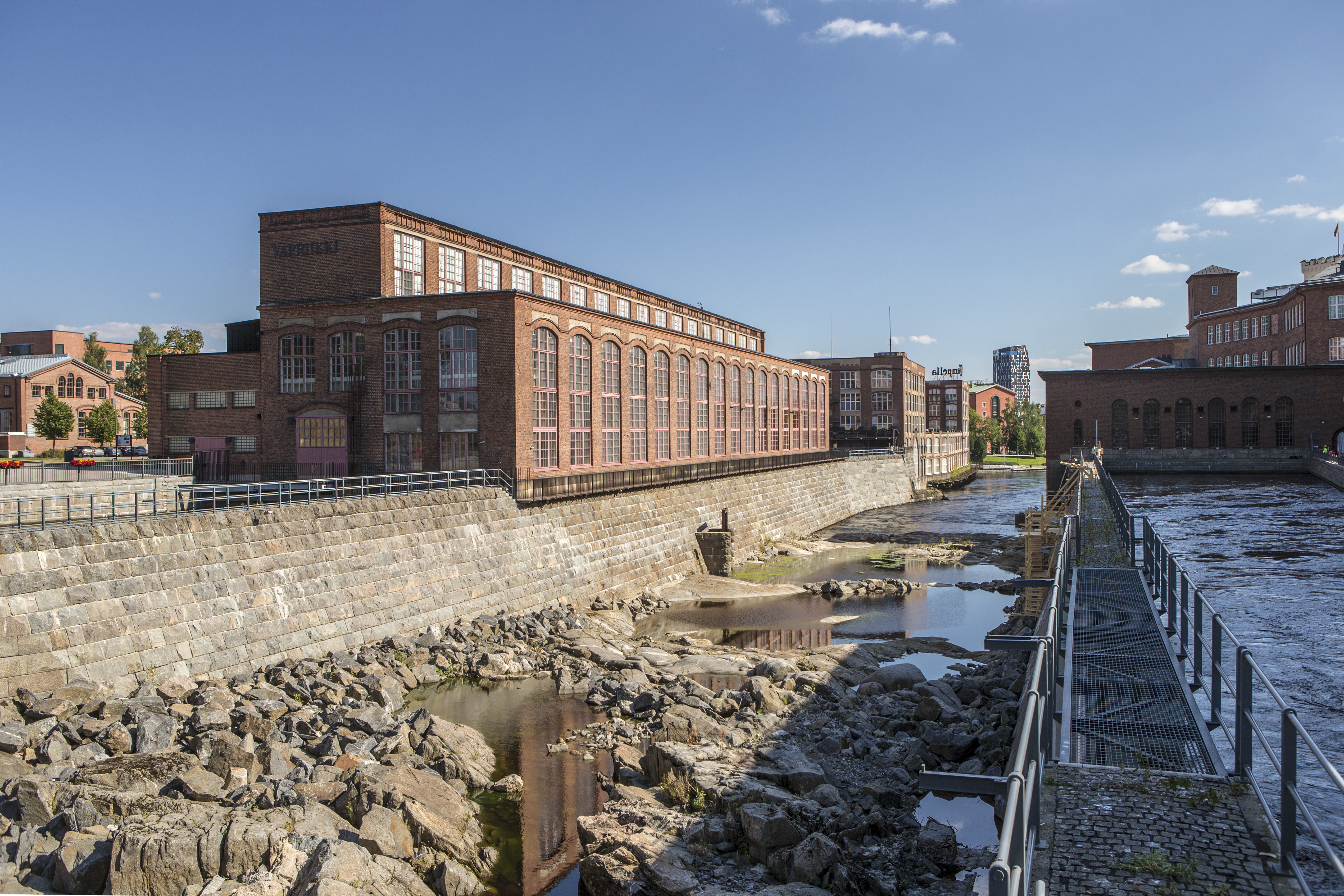
Museicentret Vapriikki, Tammerfors

Postmuseet (finska: Postimuseo) är ett finländskt museum, som sedan 1994 ligger i Museicentret Vapriikki i Tammerfors.
Postmuseet har en samling på cirka 9 000 föremål, som presenterar utvecklingen av det finska postväsendet från 1600-talet till våra dagar.
Postmuseet ägdes tidigare av Posti Group och dess föregångare, men i samband med flytten till Tammerfors övertogs det av den för ändamålet bildade Stiftelsen Postmuseum. Postimuseo-stiftelsens uppdrag är att underhålla och utveckla Postmuseet samt att bevara och presentera kulturarvet för den finländska postverksamheten.

## Historik
Generalpostdirektör Hjalmar Lagerborg (1842–1910) anses vara Postmuseets andliga fader. Under hans tid (1887–1903) påbörjades insamling av gamla föremål, vilka förvarades i skåp hos Poststyrelsen. Projektet att inrätta ett Postmuseum i Finland tog ordentlig fart först efter 1918.
Postmuseum fick sin första lokal, med fyra rum, på Georgsgatan i Helsingfors 1926. Museet öppnades för allmänheten den 22 juni 1927. På 1930-talet utvidgades museet på Georgsgatan med två rum och blev 160 kvadratmeter stort. 
Till följd av Vinterkriget blev museet hemlöst 1941.
Efter kriget fanns det inga lämpliga lokaler för Postmuseum, utan föremålen lagrades i magasin.
I maj 1954 återöppnades museet i posthuset i Vasa i lokaler på 250 kvadratmeter, vilka var planerade som temporära. I slutet av 1958 var man emellertid tvungen att stänga museet, eftersom lokalerna behövdes för postens övriga verksamhet. 
I februari 1962 öppnades "Post- och telegrafmuseet" på Fabriksgatan i Helsingfors. När museet förnyades, slog man samman de posthistoriska samlingarna med samlingar som anknyter till telegraf-, telefon- och radioverksamhet som samlats under årens lopp. Museet förfogade över omkring 600 kvadratmeter i två våningar i ett bostadsvåningshus. På 1970- och 1980-talet lyckades det att skaffa extra utrymme i samma bostadsaktiebolag. Utrymmena var inte lämpliga för ändamålet och det fanns heller inte tillräckligt med utrymme. 
Mellan 1995 och 2012 låg museet i Posthuset vid Mannerheimvägen i Helsingfors. Postmuseum återinvigdes i Tammerfors i september 2014.